# Кіпр на Олімпійських іграх
Кіпр брав участь у 9 літніх та в 8 зимових Олімпійських іграх, починаючи з Олімпійських ігор 1980 року. Спортсмени цієї країни завоювали лише одну Олімпійську медаль — срібло Павлоса Контідеса 2012 року. Першим спортсменом з Кіпру був Анастасіс Андреу, що виступав під грецьким прапором у 1896 році.

## Медалісти
| Медалі | Спортсмени      | Вид спорту       | Дисципліна | Ігри         |
| ------ | --------------- | ---------------- | ---------- | ------------ |
| Срібло | Павлос Контідес | Вітрильний спорт | Лазер      | 2012, Лондон |